# Fuerzas Armadas de Egipto
Las Fuerzas Armadas de Egipto son las más grandes en el continente africano, en el mundo árabe y una de las más grandes del mundo (puesto 13º), que consiste en el Ejército, Marina, Fuerza Aérea y el Comando de Defensa Aérea de Egipto.
Además, Egipto mantiene grandes fuerzas paramilitares. Las Fuerzas de Seguridad Central, y las Fuerzas de Guardia de Fronteras se encuentran bajo control del Ministerio del Interior. La Guardia Nacional, está bajo el control del Ministerio de Defensa.

## Información general
[actualizar]
El Comandante en Jefe de las Fuerzas Armadas es el mariscal Abdul Fatah al-Sisi; el Jefe del Estado Mayor General es el teniente general Sami Hafez Anan.
El inventario de las Fuerzas Armadas incluye equipos de diferentes países alrededor del mundo. Equipos de la antigua Unión Soviética están siendo remplazado progresivamente por el equipo más moderno de Estados Unidos, Francia, y británico; una parte importante de los cuales se construye bajo licencia en Egipto, como el tanque M1 Abrams.
Para reforzar la estabilidad y la moderación en la región, Egipto ha proporcionado asistencia militar y entrenamiento a una serie de naciones de África y árabes. Aunque no es un miembro de la OTAN, Egipto sigue siendo un socio militar y estratégico fuerte y es un participante en el foro Diálogo Mediterráneo de la OTAN. El ejército egipcio es uno de los más fuertes en la región, y le da a Egipto la supremacía regional militar sólo comparable a Israel, además de ser la primera potencia militar en África. Egipto es uno de los pocos países en el Medio Oriente con reconocimiento por satélite y ha puesto en marcha otra en 2007.
Las Fuerzas Armadas gozan de un poder e independencia considerables dentro del Estado egipcio. También son influyentes en los negocios, la participación en carreteras y construcción de viviendas, bienes de consumo, gestión de recursos, y vastas extensiones de las propiedades inmobiliarias. Mucha información militar no se hace pública, incluyendo información sobre el presupuesto, los nombres de los oficiales generales y el tamaño de los militares (que se considera un secreto de Estado). Según el periodista Joshua Hammer, "hasta en un 40% de la economía egipcia" está controlado por el ejército egipcio.
Destacados miembros de las fuerzas armadas puede convocar al Consejo Supremo de las Fuerzas Armadas, así que durante el curso de la revolución egipcia de 2011, cuando Mubarak renunció y transfirió el poder a este organismo el 11 de febrero de 2011.

## Ejército
El inventario de las fuerzas armadas egipcias incluye el equipo de Estados Unidos, Francia, Brasil, Italia, el Reino Unido, la antigua Unión Soviética, y República Popular de China. El equipamiento de la antigua Unión Soviética está siendo progresivamente remplazado por moderno equipamiento occidental. Una proporción significativa del mismo es construido bajo licencia en Egipto como el tanque M1A1 Abrams, lo que hace de Egipto el dueño de la segunda cifra más alta de carros de combate principal de última generación en la región después de Israel, y el segundo después de que Siria en el caso de tanques de las generaciones más antiguas.

## Fuerza Aérea
La Fuerza Aérea de Egipto o FAE es la rama de la aviación de las Fuerzas Armadas egipcias. En la actualidad, la columna vertebral de la FAE es el F-16. La FAE (aviones y formación de pilotos) es considerada como la fuerza aérea más fuerte en África y una de las más fuertes en el Oriente Medio. El Mirage 2000 es el otro interceptor moderno utilizado por la FAE. La fuerza aérea egipcia tiene 216 aviones F-16 (más 20 en el pedido) lo que la convierta en el cuarto operador más grande de la F-16 en el mundo. Tiene cerca de 579 aviones de combate y 149 helicópteros armados, ya que continúa utilizando modelos extensamente actualizados de MiG-21, F-7 Skybolt, F-4 Phantom, Dassault Mirage V, y C-130 Hercules entre otros aviones. La Fuerza Aérea está en vías de modernización masiva. Mikoyan confirmó que las conversaciones con Egipto están en marcha para la venta de 40 Mig-29 SMT aviones de caza con un lote adicional posible de 60 a 80 aviones.

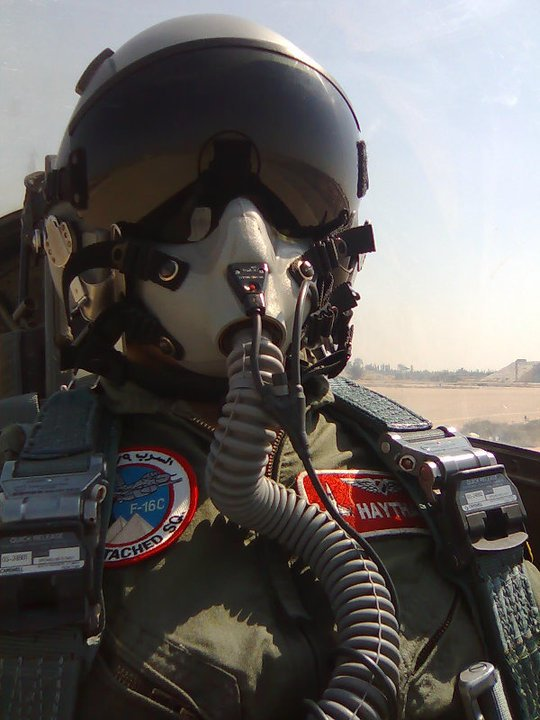
Un piloto egipcio de un F16C.

## Comando de Defensa Aérea
El Comando de Defensa Aérea de Egipto o CDA (en árabe: Quwwat El Diffaa El Gawwi) es el comando militar de Egipto responsable de la defensa aérea. Egipto modeló su Fuerza de Defensa Aérea (ADF) en las defensas antiaéreas de la Unión Soviética, que integra todas sus capacidades de defensa aérea - cañones antiaéreos, lanzacohetes y unidades de misiles, aviones interceptores y radares e instalaciones de advertencia.
Su comandante es el mayor general Abdel-Aziz Seif.

## Armada

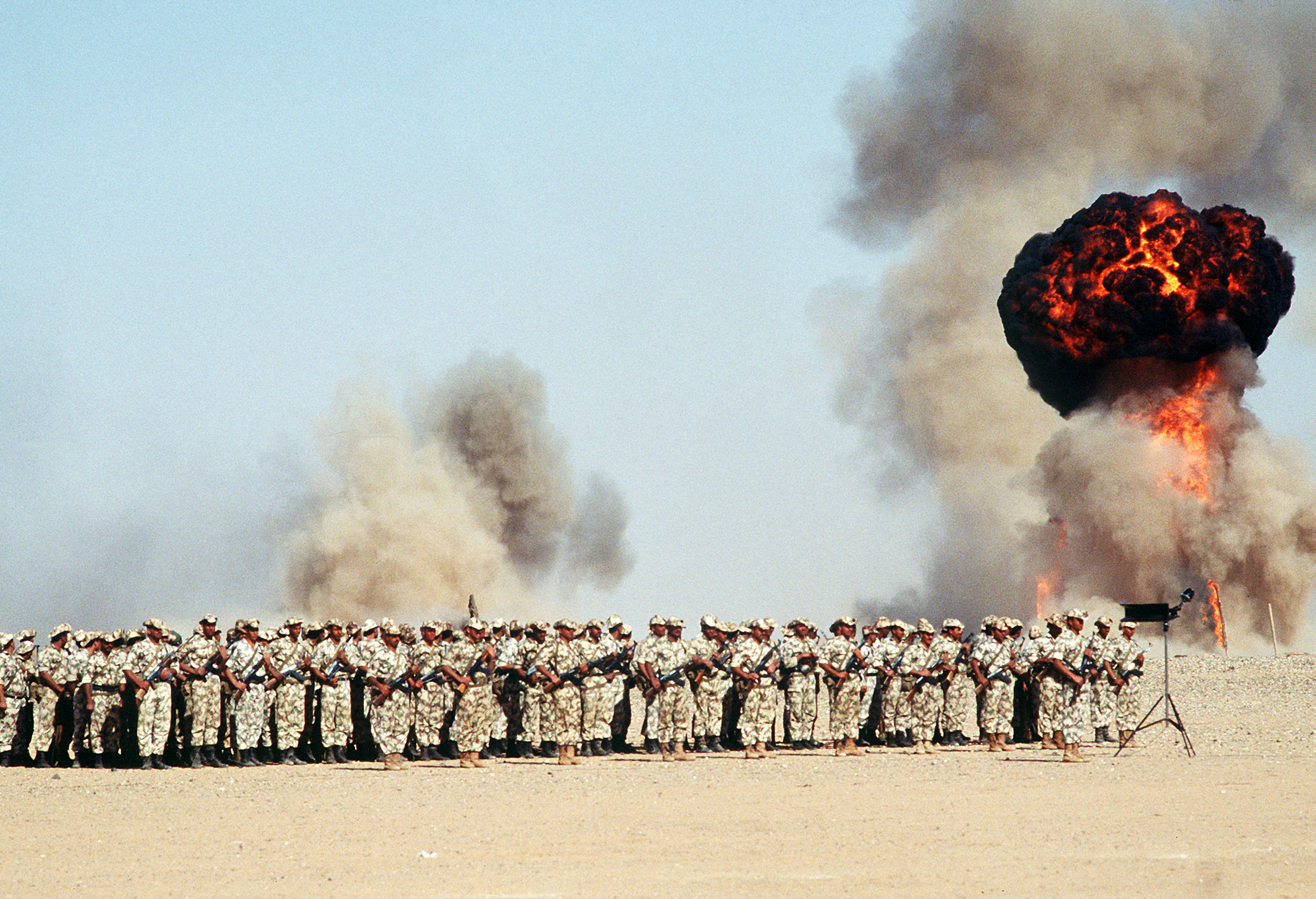
Un batallón de guardabosques egipcio en formación durante la Operación Escudo del Desierto

Aunque la Armada Egipcia es la más pequeña de las ramas, es grande para los estándares de Medio Oriente.
La marina de guerra egipcia es conocida por ser la más fuerte del continente africano, y la más grande en el Medio Oriente, a pesar del rápido crecimiento de las armadas de otros países de la región.
Algunas unidades de la flota están estacionadas en el mar Rojo, pero el grueso de la fuerza se mantiene en el Mediterráneo. La sede de la Armada y la principal base de operaciones y la formación se encuentran en Ras el Tin, cerca de Alejandría.
El actual comandante es el teniente general Mohab Mameesh.
La Armada también controla la Guardia Costera de Egipto. La Guardia Costera es responsable de la protección en tierra de las instalaciones comunes cerca de la costa y la patrulla de las aguas costeras para evitar el contrabando, que cuenta con un inventario que consta de unas treinta y cinco embarcaciones de patrulla de gran tamaño (cada una entre veinte y treinta metros de longitud) y veinte patrulleras costeras de clase Bertram construidas en los Estados Unidos.

## Agencias paramilitares del Gobierno
Son fuerzas paramilitares del gobierno. Dos agencias, el Central Security Forces y la Guardia de Fuerzas Fronterizas, están bajo el control del Ministerio del Interior. El Ministerio de Defensa controla la Guardia Nacional, que es principalmente para ceremonias y desfiles, pero también para la defensa de la institución presidencial y la capital.

## Escuelas militares

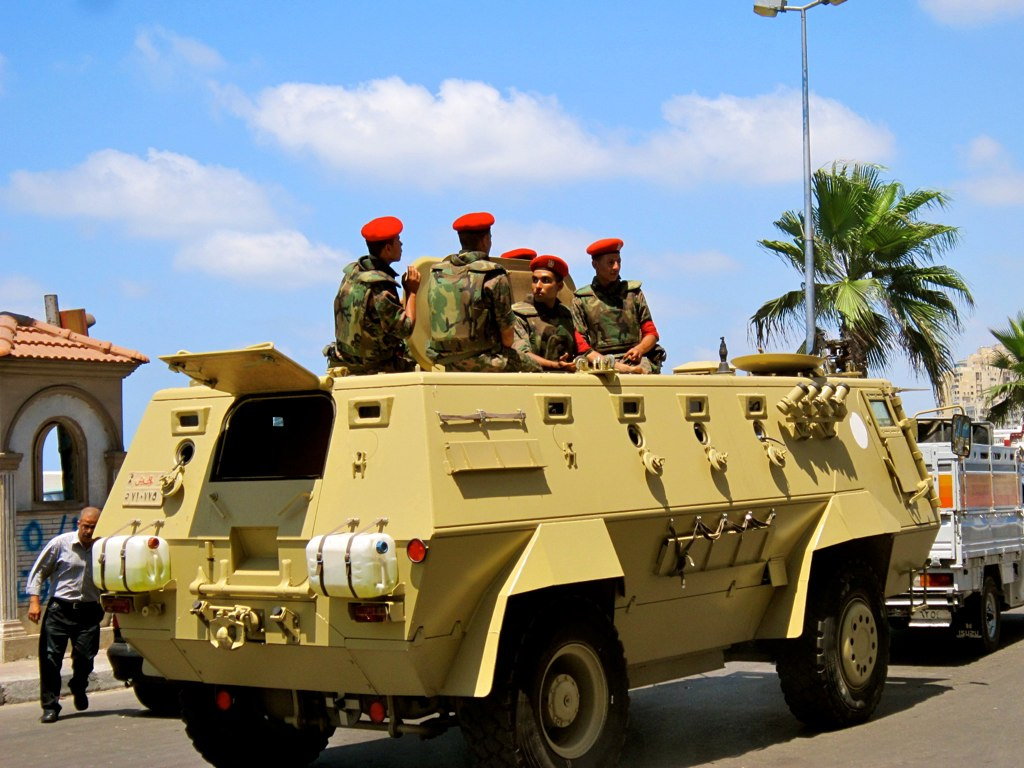
Policía Militar Egipcia.

Hay una escuela de grado militar para cada rama de la institución militar egipcio, e incluyen:
- Escuela de Comandantes y Personal de Comandancia
- Escuela de Oficiales de Reserva
- Academia de Ciencia Militar Nasser
- Academia Militar Egipcia
- Academia Naval Egipcia
- Academia del Aire Egipcia
- Academia de Defensa Aérea Egipcia
- Escuela Técnica Militar Egipcia
- Instituto Técnico de las Fuerzas Armadas Egipcias
- Instituto Militar de Enfermeras

## Asistencia militar extranjera
Los Estados Unidos proporcionan anualmente asistencia militar a Egipto que alcanzó los US$ 1.300 millones en 2009. Este nivel de asistencia militar es el segundo de Estados Unidos tras Israel.